# 100 Gecs
I 100 Gecs sono un duo musicale statunitense, composto da Dylan Brady e Laura Les, attivo dal 2015.
Hanno pubblicato il loro album di debutto 1000 Gecs nel 2019, ricevendo il plauso della critica specializzata. L'anno successivo viene pubblicato il seguito del disco, l'album di remix 1000 Gecs and the Tree of Clues. La loro musica è caratterizzata da una miscela di stili caotica e accattivante; il duo è stato descritto come pilastro dell'hyperpop degli anni 2010.

## Storia

### Primi anni e100 Gecs(2015–2018)
I due fondatori del gruppo, Dylan Brady e Laura Les, provengono dal Missouri, rispettivamente da Kirkwood e Webster Groves; il loro primo incontro è avvenuto durante gli anni del liceo, in occasione di un rodeo. L'idea di collaborare e iniziare un progetto musicale c'è stata nel 2012: le prime canzoni sono state registrate nell'inverno del 2015 a Chicago, seguite dalla pubblicazione del primo EP eponimo il 12 luglio 2016. L'origine del nome "100 Gecs" è controversa, poiché Brady e Les hanno fornito spiegazioni diverse e contraddittorie nelle interviste.

### 1000 Gecse l'album di remix (2019–2020)
Nonostante la volontà di registrare altra musica insieme, i due non sono riusciti a trovare tempo per farlo, finché non si sono ritrovati nello stesso DJ set per il Minecraft Fire Festival del 2019. A seguito di questa collaborazione, il duo ha continuato a lavorare ed è riuscito a pubblicare il primo album in studio 1000 Gecs il 31 maggio 2019: il disco è stato accolto positivamente dalla critica specializzata. Secondo Will Pritchard del quotidiano britannico The Independent, l'album ha contribuito a consolidare lo stile dell'hyperpop portando il genere «alle sue conclusioni più estreme e orecchiabili: ritmi trap da stadio elaborati e distorti quasi fino alla distruzione, voci emo sovraccaricate e cascate di arpeggi rave». Il critico musicale Jon Caramanica (The New York Times) ha definito 1000 Gecs come miglior album del 2019, ed esso è stato inserito nei migliori album dell'anno anche da Crack Magazine, Noisey, Paper, Pitchfork e Stereogum.
A settembre 2019, è stato annunciato che 100 Gecs e Slowthai avrebbero supportato i Brockhampton nel loro Heaven Belongs to You Tour: il duo ha anche perfomato in sei spettacoli aggiuntivi durante il tour. Nel mese di novembre, i 100 Gecs sono apparsi nel programma televisivo di Adult Swim FishCenter Live, dove hanno eseguito i brani 800db Cloud e Stupid Horse all'interno di un acquario grazie ad un green screen.
Verso la fine dell'anno, Brady ha annunciato sul suo profilo Twitter un album di remix intitolato 1000 Gecs & th3 phant0m m3nac3: il disco doveva includere artisti come A. G. Cook e Injury Reserve. L'album è stato successivamente ribattezzato 1000 Gecs and the Tree of Clues, definito da Les come «un compagno dell'originale». Il disco è stato pubblicato il 10 luglio 2020, anticipato dai singoli Money Machine (A.G. Cook Remix), 745 Sticky (Injury Reserve Remix) e Ringtone (Remix), realizzato con Charli XCX, Rico Nasty e Kero Kero Bonito.
Il duo ha poi firmato un contratto con l'etichetta discografia Atlantic Records: al riguardo, Brady ha detto a NME che i due stanno «cercando di diventare davvero grandi, cercando di diventare grandi come Ed Sheeran», mentre Les ha detto che Atlantic «è stata una buona scelta [...] ci sono tante cose che potrebbero aiutarci a realizzare».
I 100 Gecs si sarebbero dovuti esibire al Coachella Valley Music and Arts Festival nell'aprile 2020: a seguito dello scoppio della pandemia di COVID-19, l'evento è stato cancellato. Nell'ottobre del 2020, il duo ha inaugurato una residenza artistica presso il Clive Davis Institute of Recorded Music dell'Università di New York.

### 10000 Gecs(2021–presente)
All'inizio del 2021, i componenti del duo si sono concentrati maggiormente sulle loro attività da solisti: Les ha pubblicato il singolo Haunted, mentre Brady ha pubblicato l'album di debutto della sua band Cake Pop, intitolato Cake Pop 2. Il 6 settembre i 100 Gecs hanno annunciato un terzo album in studio, 10000 Gecs: si tratterà di un disco più mainstream e «maturo», e conterrà tracce in cui si sentirà Les senza auto-tune, marchio di fabbrica del duo. Il 17 novembre il duo pubblica mememe, singolo che anticipa l'album, seguito il 12 aprile 2022 da Doritos & Fritos.

## Stile musicale e influenze
Il duo lavora mandandosi i progetti di Logic Pro a vicenda, iterando le canzoni ogni volta – Les ha chiamato il processo «una sorta di cadavere squisito». La loro musica è stata chiamata un «assalto anarchico alle orecchie» che «tira i tropi del pop convenzionale in ogni direzione possibile», così come «pop abrasivo, massimalista» con «elementi di pop punk, nightcore, ska, dubstep, club, trance, metal e happy hardcore tutti gettati in un grande frullatore». A ciò fanno frutto «canzoni che cambiano marcia una dozzina di volte, in un modo che ricorda...Kid606 o Venetian Snares», o anche paragoni con l'etichetta discografica PC Music e la band Sleigh Bells. Les ha spiegato che la fusione di generi «è più naturale di quanto la gente pensi», aggiungendo che il duo «non si aspettava che 1000 Gecs si diffondesse così tanto tra le persone».
Brady ha affermato che lo stile dei 100 Gecs è stato influenzato, tra gli altri, dai Breathe Carolina, John Zorn e gli I See Stars. Les invece cita i Naked City, Playboi Carti, 3OH!3, i Cannibal Corpse e vari artisti della PC Music come influenze. Entrambi i membri del duo sono stati fortemente ispirati dalla canzone di Skrillex Scary Monsters and Nice Sprites.

## Discografia

### Album in studio
- 2019 – 1000 Gecs
- 2023 – 10,000 Gecs

### Album di remix
- 2020 – 1000 Gecs and the Tree of Clues

### EP
- 2016 – 100 Gecs

### Singoli
- 2019 – Money Machine
- 2019 – Money Machine (A.G. Cook Remix)
- 2019 – 745 Sticky (Injury Reserve Remix)
- 2020 – Ringtone (Remix) (feat. Charli XCX, Rico Nasty e Kero Kero Bonito)
- 2020 – Gec 2 Ü (Remix) (feat. Dorian Electra)
- 2020 – Stupid Horse (Remix) (feat. Count Baldor and GFOTY)
- 2020 – Lonely Machines (con 3OH!3)
- 2020 – Sympathy 4 the Grinch
- 2021 – Mememe
- 2022 – Doritos & Fritos